# Los Chalchaleros
Los Chalchaleros fue un conjunto folclórico argentino creado en Salta en 1948 y disuelto en 2002. Son considerados el más grande grupo folclórico de Argentina. Su nombre deriva de un pájaro cantor del norte argentino, el zorzal chalchalero. 

## Historia

### Inicios
En la primavera de 1947, dos dúos se presentaron en Salta en un mismo recinto, uno conformado por Víctor José Zambrano («Cocho») y Carlos Franco-Sosa («Pelusa»); el otro lo integraban Aldo Saravia («el Chivo») y su primo Juan Carlos Saravia («el Gordo»). Tras la actuación, decidieron juntarse y formar un cuarteto. Así nacieron Los Chalchaleros.
Después de meses de ensayos, su debut se produjo el 16 de junio de 1948, en el Teatro Alberdi de Salta. La primera canción cantada en público fue Zamba del grillo.
En 1949, Aldo Saravia dejó el grupo ―consiguió trabajo como bancario― y fue reemplazado por José Antonio Saravia Toledo, profesor y secretario del Colegio Nacional de Salta, de donde los jóvenes integrantes eran estudiantes.
Los Chalchaleros comenzaron a hacerse populares en su provincia natal con su primer gran éxito Lloraré. Pronto también incorporarían a su repertorio temas que se volverían clásicos como El cocherito, El arriero, La López Pereyra, la Zamba de Vargas y Yo vendo unos ojos negros.
Al año siguiente, Carlos Franco-Sosa viaja a Córdoba para estudiar Arquitectura, siendo reemplazado por Ricardo Federico Dávalos («Dicky»).

### El crecimiento
En 1953, el rionegrino Ernesto Cabeza ingresó en lugar de Saravia Toledo, quien se dedicaría a la abogacía. Cabeza le daría a Los Chalchaleros un rasgo distintivo, como compositor de éxitos (La nochera) y lo que sería llamado guitarra chalchalera, con un estilo y una armonía que marcaría escuela en los conjuntos folclóricos.
Entre 1953 y 1956 su popularidad y prestigio se vieron reflejados en la numerosa cantidad de discos grabados, aún en formato 78 rpm. En 1956 saldrían los primeros dos álbumes larga duración en vinilo, compilando los temas más populares del conjunto.
En 1956, otro de los fundadores del grupo, Víctor Zambrano, dejó el conjunto que ya empezaba a hacer giras por el país y los limítrofes. Su lugar sería ocupado por un viejo conocido, Aldo Saravia, quien abandonó su puesto de bancario y volvió al grupo, tras 7 años de ausencia. En 1957 el grupo realizó su primer viaje a Europa, precisamente a Francia, donde se presentaron durante toda una temporada en el Teatro Olympia de la ciudad de París, aunque el viaje original estaba previsto sólo para una semana.
Los Chalchaleros siguieron sumando éxitos, muchos de ellos perdurables en el tiempo: Paisaje de Catamarca, obra compuesta por Rodolfo "Polo" Giménez, De mi madre, compuesta por el "Chango" Rodríguez, fueron grabadas por esta formación. En enero de 1961 participaron del primer Festival de Cosquín.
En 1961, mientras se dirigían a actuar a Río Gallegos durante una gira por la Patagonia, sufrieron un accidente de tránsito, cuya víctima fatal fue Aldo Saravia. Para reemplazarlo, tras un breve duelo dados los numerosos compromisos del grupo, reingresó Zambrano, quien había dejado el grupo 5 años antes.
Continuaron grabando y presentándose a lo largo del país, con gran respuesta del público. Para entonces, la popularidad estableció una "rivalidad" entre el conjunto y otro, Los Fronterizos, también salteños, que se habían formado unos años después, en 1953. Durante esta época, tras recibir reiteradas solicitudes de su sello discográfico, accedieron a grabar el tema folklórico que estaba de moda, Angélica, con la peculiaridad de haber cometido un error al interpretar la letra. Pese a ello, el tema fue incluido en el larga duración Incomparables!!! Alma salteña, editado en 1962, y su versión supuso un récord de ventas para ellos y para el sello grabador.
Por ese entonces, el repertorio del grupo se vio ampliado con obras compuestas por sus propios, entre las cuales se destaca Alma de nogal, siempre alternando con temas de los primeros referentes del folklore argentino (a quienes dedicaron un álbum en 1962, presentado por ellos mismos, referenciado a veces como 4 saludos) y temas de origen anónimo o popular, como Río, río.

### La consagración

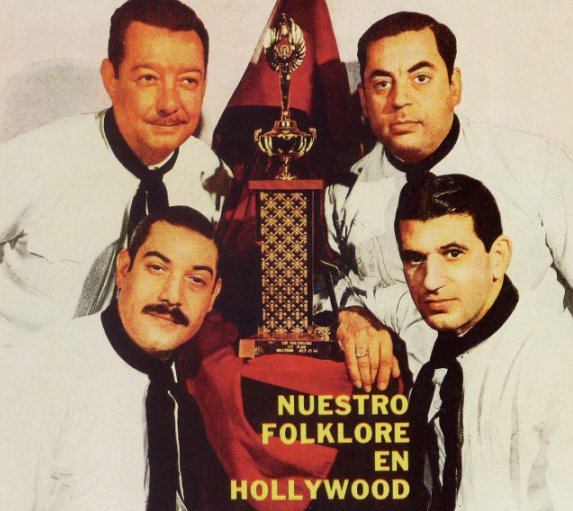
Los Chalchaleros posan junto al Premio al Canto Nativo de América, obtenido en Estados Unidos. Detalle de la portada del álbum Nuestro Folklore en Hollywood, editado en 1965

En 1964, el grupo participó de un concurso internacional de Canto Nativo de América, resultando ganadores del mismo. Para recibir el reconocimiento, viajaron a Estados Unidos, y recibieron en Hollywood el trofeo Premio al Canto Nativo de América. Con dicho trofeo posaron para el álbum que estaban grabando, que finalmente el sello discográfico tituló Nuestro folklore en Hollywood con detalle de contratapa firmado por el director del sello. Como parte del premio, viajaron a Disney World y se entrevistaron con el propio Walt Disney y actuaron para él.
En 1966, Zambrano vuelve a dejar el grupo y en su lugar entra el cafayateño Eduardo «Polo» Román, quien debuta en enero de 1966, durante la temporada en Mar del Plata, y participa en el disco En esta zamba ausente, editado a mediados de ese año. Ya para ese entonces, el grupo hacía giras por Estados Unidos. Durante el mes de junio se presentan para la televisión en Washington D. C.. En el mes de julio, en el marco de estas giras, el sello RCA Víctor les invitó a grabar en los estudios mayores de Nueva York, donde anteriormente había grabado otro referente argentino, Carlos Gardel. Los temas grabados en Nueva York serían incluidos en el larga duración Los Chalchaleros por el mundo, editado al año siguiente.
En 1967, tras 16 años, Dicky Dávalos también se va del grupo, dando lugar al chaqueño Francisco "Pancho" Figueroa, quien ya participa en el álbum "Los Chalchaleros por el mundo" y debuta en el Teatro Griego de Córdoba el 6 de enero de ese año. La formación quedaría entonces con Juan Carlos Saravia, Ernesto Cabeza, Polo Román y Pancho Figueroa, siendo los ganadores del Festival de Cosquín, en 1968 y del premio Camín Cosquín en 1970.

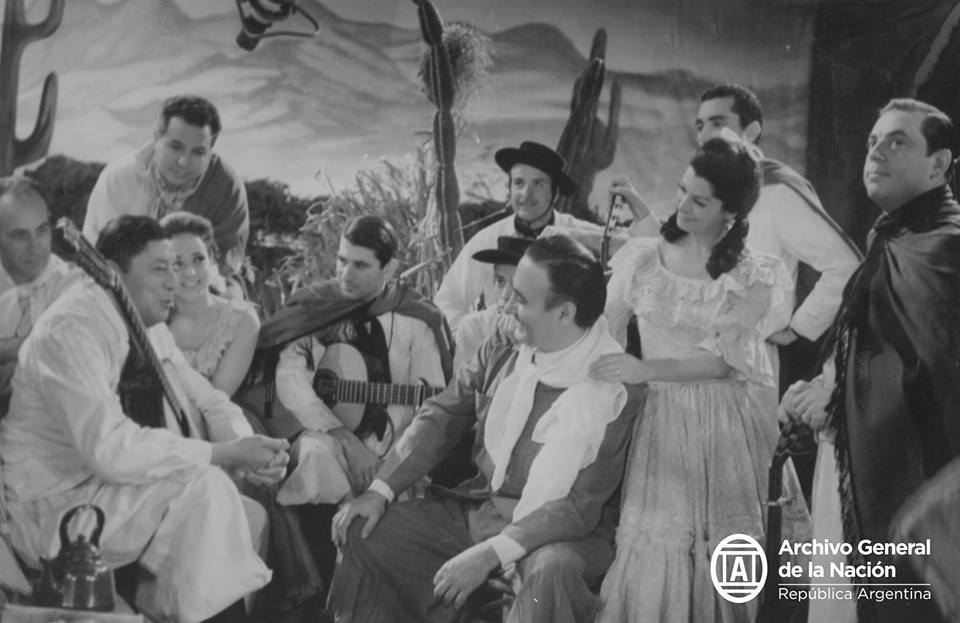
Los Chalchaleros junto a Atahualpa Yupanqui en un programa de Canal 7 de Buenos Aires. Año 1967.

En 1968, el conjunto celebró 20 años de trayectoria. Para ello, realizaron una serie de festejos en Salta junto a los miembros fundadores del grupo y exintegrantes. El principal evento fue la actuación de las distintas formaciones del grupo en el Teatro Victoria de la ciudad de Salta, el 12 de junio, desde sus fundadores a los miembros vigentes en ese momento. Esa noche, el sello RCA Víctor les entregó una copia a cada miembro del disco de oro por récords de venta. Durante los festejos, también se celebró una Misa en memoria de Aldo Saravia, único miembro fallecido del grupo.
Los años setenta los encontró ampliando su repertorio con chamamés (Merceditas) o al usar dos bombos para una canción (Zamba del regreso). Los Chalchaleros eran un éxito nacional e internacional. Durante este período, hicieron giras por Europa (especialmente a España, Francia e Italia) y recurrentes presentaciones en Estados Unidos. En España, en el mes de julio, grabaron en los estudios de RCA Víctor en Madrid, en una única sesión, el día 12 de ese mes. Los temas de dicha sesión fueron editados en el álbum Sus grandes éxitos 1974.
En 1973, el grupo celebró sus Bodas de Plata. Para celebrarlas, editaron un nuevo álbum, 25 años de canto y realizaron un espectáculo en el Estadio Luna Park de Buenos Aires, contando con la presencia de los antiguos miembros del conjunto, al igual que en Salta en 1968. El evento fue televisado por Canal 11 de Buenos Aires.

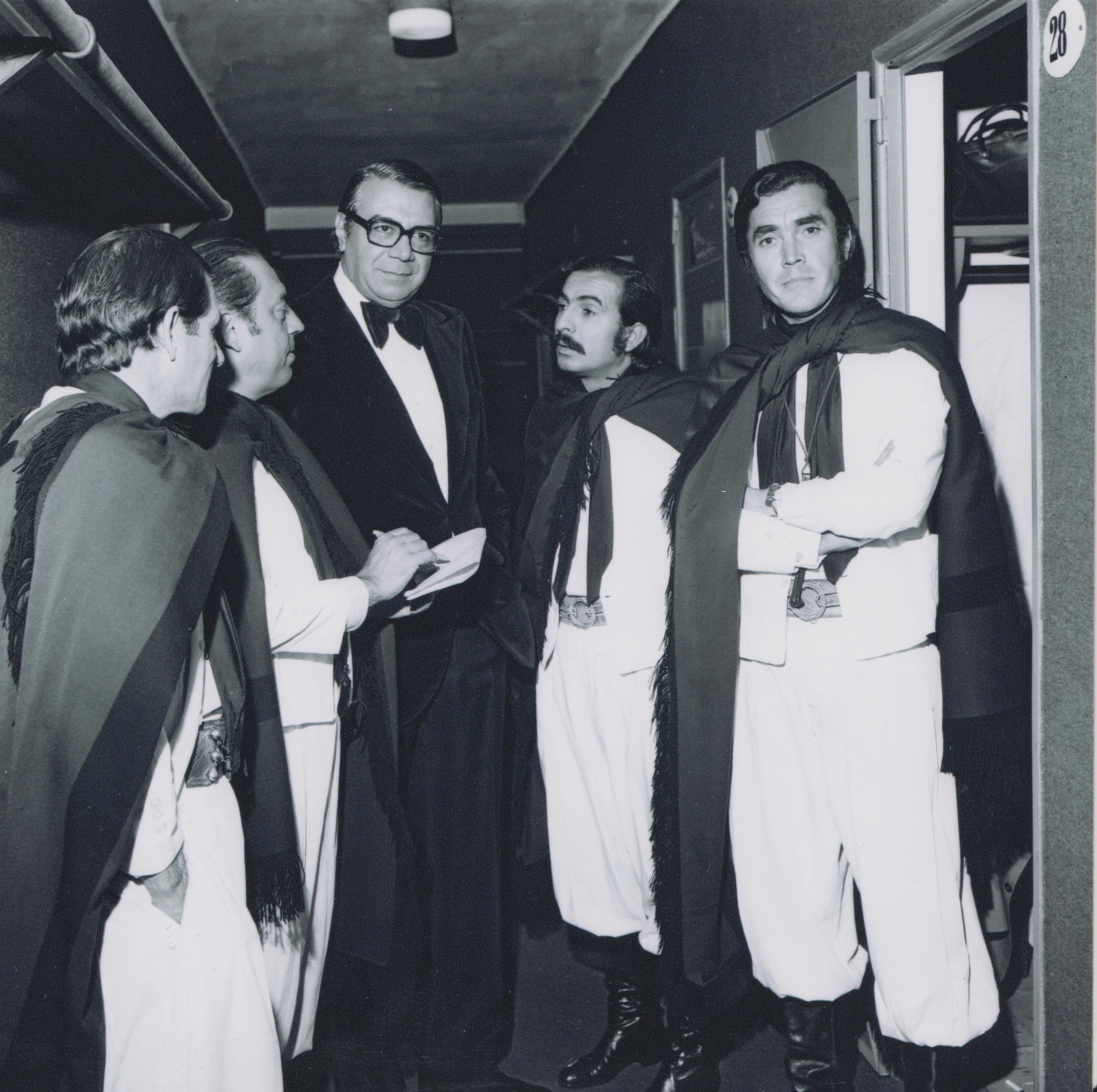
Los Chalchaleros y Ariel Ramírez en el Teatro Alvear, 1970.

En 1977, Los Chalchaleros, junto a Los Hermanos Ábalos y a Julia Elena Dávalos, fueron galardonados en Roma (Italia) con el premio Sagitario de oro, otorgado por la Academia Internacional del Arte. En 1978, celebraron 30 años de trayectoria con un espectáculo en el estadio Luna Park, contando con la presencia de numerosos invitados, entre ellos, El Chúcaro y Norma Viola, Julia Elena Dávalos, José Larralde y Los Cantores de Quilla Huasi, además de contar como presentadores a los prestigiosos locutores Antonio Carrizo, Hernán Rapela y Juan Alberto Mateyko. Durante la velada, el sello RCA Víctor les entregó por récord de ventas el disco de Platino y el premio Nipper de Oro, convirtiéndose en los primeros artistas latinos en recibirlo. A fines de ese año, grabaron junto a Alain Debray y su orquesta un larga duración con temas clásicos de su repertorio, que fue editado en 1979.
En 1980, mientras preparaban una larga gira por Latinoamérica, Los Chalchaleros sufrieron otro tremendo golpe, cuando falleció el cerebro musical del grupo, Ernesto Cabeza, a causa de un cáncer de esófago. Juan Carlos Saravia, el único fundador que seguía en el grupo, decidió no reemplazarlo y durante tres años actuaron como trío, grabando en esta condición el álbum que estaban preparando, que fue grabado a fines de ese año y editado recién en 1981, titulado Vivo en tu amor.

### Última etapa
En 1983, Los Chalchaleros volvieron a ser un cuarteto: Ernesto Cabeza, antes de morir, había señalado a Facundo Saravia, hijo de Juan Carlos, quien tocaba en un grupo llamado Los Zorzales, como su sucesor. Entonces se decidió incorporarlo.
En 1986, terminan su contrato con RCA Víctor (que había cambiado su nombre sólo a RCA), discográfica que los editó durante casi 40 años. En 1987 firman su contrato con Microfón.
En 1988 se cumplieron 40 años del conjunto. El aniversario estuvo marcado por diferentes eventos: estuvieron en concierto en el Teatro Colón, junto a los legendarios Hermanos Ábalos, fueron distinguidos en Salta en el mes de junio, junto a los antiguos miembros del grupo aún vivos (Zambrano, Franco-Sosa y Dávalos), y culminaron con un ciclo de recitales en el Teatro Ópera de Buenos Aires. En 1990 cierran su contrato con el sello Microfón, con el cual editaron un álbum doble de los recitales en vivo en el Teatro Ópera y dos álbumes "enganchados".
En 1991 estrenan un nuevo álbum, "Juntando sueños", con arreglos de Patricio Quirno Costa, fundador del grupo "Los Peregrinos" (inactivos para ese entonces). Fue el único álbum editado por el sello Música & Marketing. No volvieron a grabar en Argentina sino hasta 1995. Durante ese período, continuaron presentándose en Europa y Estados Unidos. Durante su gira por Alemania en 1992, el grupo grabó un álbum con sus temas más populares, y que ellos mismos entregaron a la Distribuidora Belgrano Norte (DBN) para ser vendido en Argentina a partir de 1994.
En 1995, recibieron una distinción de parte de la Academia Nacional de las Artes, al mismo tiempo que entraron nuevamente en los Premios Konex entregados ese año. 
Desde 1995 hasta su despedida, el conjunto grabó y editó sus propios álbumes, siendo distribuidos por DBN. A su vez, ellos mismos produjeron sus espectáculos, conformando la empresa "Música Nativa". En 1996, presentaron el álbum "Memoria de un tiempo vivo", que contó además con la colaboración del músico correntino Antonio Tarragó Ros para el tema "Camino del arenal", obra de su padre Tarragó Ros y de Mario Millán Medina. El álbum fue presentado en vivo en el Teatro Ópera, del cual debieron reponer funciones varias veces, dada la alta demanda del público.
Durante este período, el grupo vuelve a aparecer en los grandes medios, promocionando sus espectáculos, presentándose en dos ocasiones en el programa de humor Cha Cha Cha de Alfredo Casero acompañando a Juan Carlos Batman, personaje del ciclo; en el programa de Juan Alberto Badía, "Imagen de radio", entre otros. En 1996 participaron de una serie de recitales organizados por la Secretaría 
Para las Bodas de Oro, en 1998, el grupo realizó una serie de 24 recitales en el Teatro Coliseo, cada noche con un invitado sorpresa (entre ellos Mercedes Sosa, el grupo Les Luthiers, Jairo, Ariel Ramírez, Yamila Cafrune y la novel artista Soledad), aunque la mayor sorpresa fue el desmedido aforo que colmó cada función: las crónicas periodísticas hablan de público sentado en el piso, dado que excedían al número de butacas.
El conjunto no logró conseguir las licencias de sus antiguas grabaciones en el desaparecido sello RCA Víctor. En su lugar, estrenó un álbum de 5 discos con las canciones más importantes del conjunto, debiendo ser nuevamente grabadas por ellos. 
En 1999, el grupo recibió nuevamente la distinción del Festival Nacional de Folklore de Cosquín, el premio "Camín Cosquín" a la trayectoria.
En el 2000, Los Chalchaleros graban su último álbum en estudio, titulado "Todos somos Chalchaleros", dónde cantaban junto a grandes figuras argentinas e internacionales, como Alberto Cortez, Les Luthiers, Eduardo Falú, Joan Manuel Serrat, el Dúo Coplanacu, entre otros. Se trató de un álbum doble y las canciones incluidas en el disco 2 pertenecen en su mayoría al disco "Recordando zambas con Los Chalchaleros".
A fines de dicho año, Los Chalchaleros iniciaron su despedida. Comenzaron en Buenos Aires con funciones en los meses de octubre, noviembre y diciembre en el Teatro Coliseo y recorrieron todo el país y los limítrofes hasta concluir en el Estadio Delmi, de Salta, en la velada conocida como "La Noche Final", donde estuvieron como invitados el Chaqueño Palavecino, Los Nocheros, Juan Carlos Baglietto, entre otros. De esta manera, Los Chalchaleros cerraban su trayectoria, el 16 de junio de 2002, 54 años después de su creación.

## Herencia
A lo largo de su carrera, Los Chalchaleros editaron cerca de 50 álbumes, popularizando estilos folclóricos argentinos como la zamba, la cueca, la chacarera, el gato o el chamamé. Son considerados exponentes de la música argentina a nivel mundial. Su despedida de los escenarios fue un periplo de conciertos por todo el país y el mundo inolvidable para los que tuvieron oportunidad de presenciarlo.

## Origen del nombre
El nombre "chalchalero" proviene de la denominación que en el norte argentino se da al zorzal, pájaro que se alimenta del chalchal, arbusto nativo de esa región. Por extensión, en el lenguaje popular se denomina "chalchalero" al sujeto vanidoso, que emula la actitud de esta ave, de porte erguido y pecho pronunciado. De igual manera, se usa el mismo modismo en esa región de Argentina, para denominar algo falso, que pretende ser lo que no es. Los integrantes de este famoso grupo folclórico, confiesan que escogieron este nombre, porque en aquel entonces no se sentían verdaderos expertos en las artes musicales.
A su vez, una especie de roedores fue bautizada en honor al grupo. Se trata de Salinoctomys loschalchalerosorum (algo así como ‘chinchilla de Los Chalchaleros’), de la familia de los Octodontidae, y descubierta en la provincia de La Rioja. El investigador que la nombró, Michael A. Mares de la Universidad de Oklahoma en Norman, Estados Unidos, sostiene que lo hizo tras treinta años de escuchar a sus colaboradores del trabajo de campo cantar las canciones de dicho conjunto.

## Premios
- 1950: Primer premio otorgado por la Secretaría de Cultura de la Provincia de Córdoba en el concurso Nacional del Canto Argentino.
- 1965: Primer premio al Canto Nativo de América otorgado en la ciudad de Los Ángeles (California).
- 1968: Premio Camín Cosquín otorgado en el Festival Nacional de Folclore que se realiza todos los años en Cosquín, provincia de Córdoba.
- 1974: Gran Premio Sadaic en el género Música Nativa.
- 1978: Nipper de oro (réplica del logotipo de la Empresa Discográfica RCA Víctor) Premio especial que se otorgó por primera vez a un artista no estadounidense.
- 1979: Premio Sagitario D´Oro otorgado por la Academia Internacional del Arte de Italia.
- 1979: Premio en el Festival Cervantino en la ciudad de Guanajuato (México).
- 1985: Premio Konex de Platino.
- 1994: Premio Santa Clara de Asís.
- 1995: Premio Konex - Diploma al Mérito.
- 2000: Estrella de Mar.
- 2005: Premio Konex - Diploma al Mérito

### Otros hechos destacables
Actuaron en los teatros más importantes de América del Sur, entre otros: Teatro Colón (en Buenos Aires), Teatro Solís (en Montevideo), Teatro Municipal (en Santiago de Chile), Teatro Municipal (en Lima, Perú), Teatro Municipal (en La Paz, Bolivia), en Brasilia,
en Sucre,
en Bogotá, etc. Realizaron giras por todo el mundo y siempre fueron considerados verdaderos maestros en su género y en la música en general.
En la década del sesenta actuaron en el Teatro Larrañaga de Salto (Uruguay) Integrando el conjunto Juan Carlos Saravia, Ernesto Cabeza, Ricardo Federico Dávalos y Víctor José Zambrano

## Discografía
El debut discográfico de Los Chalchaleros se produjo el 15 de mayo de 1953. Durante la sesión grabaron tres discos en 78 rpm. 
Los discos de 1956 a 2002 son álbumes originales, o bien, recopilaciones hechas cuando el conjunto estaba vigente. 
A partir del 2002 son recopilaciones y remasterizaciones digitales hechas luego de la disolución del conjunto. 
- 1953: Éxitos de Los Chalchaleros, volumen 1
- 1956: Éxitos de Los Chalchaleros, volumen 2
- 1958: Los Chalchaleros
- 1958: Chakai manta
- 1959: Tierra querida
- 1959: El arriero va
- 1959: Por la Cuesta del Totoral
- 1960: En la noche
- 1962: ¡Incomparables!: Alma salteña
- 1962: ¡Adentro! (grabado en septiembre de 1962).
- 1962: Los Chalchaleros 4 saludos
- 1964: Chalchaleros for export
- 1965: Nuestro folklore en Hollywood
- 1965: Recordando zambas con...
- 1966: En esta zamba ausente
- 1967: Por el mundo
- 1967: Otra vez
- 1968: 20 años de canto, Vol. 1
- 1968: 20 años de canto, Vol. 2
- 1969: Chiquilin
- 1970: Un día... con
- 1971: Recordándote
- 1972: La cerrillana
- 1973: Quiero nombrar a mi pago
- 1973: 25 años de canto
- 1974: Sus grandes éxitos
- 1975: La historia de Los Chalchaleros
- 1976: Patios de la casa vieja
- 1977: ¡Añuritay, Argentina!
- 1978: Disco de platino y Nipper de oro : 30 aniversario
- 1979: Con Alain Debray y su orquesta (arreglos de cuerdas de Horacio Malvicino).
- 1981: Vivo en tu amor
- 1982: A Latinoamérica
- 1983: Al amigo Ernesto Cabeza
- 1984: Salta la Linda
- 1985: La Argentina que yo quiero
- 1986: Si de cantar se trata (terminan contrato con RCA)
- 1988: Un canto de 40 años (2 CD).
- 1989: La Historia de Los Chalchaleros-33 Grandes éxitos enganchados I
- 1990: La Historia de Los Chalchaleros-33 Grandes éxitos enganchados II (terminan contrato con Microfon)
- 1991: Juntando sueños (único álbum grabado en M&M)
- 1994: En Europa
- 1994: En Europa 2
- 1995: Adentro...
- 1996: Memoria de un tiempo vivo
- 2000: Todos somos chalchaleros
- 2004: Adiós chalchaleros (vivo) (2 CD). (grabado entre 2000 y 2001)
- 2004: La noche final (grabado en 2002)[11]

#### Compilados
- 1997: Serie platino
- 1998: Una leyenda: 50 años (5 CD)
- 2002: Folklore Del Sur
- 2003: Inolvidables RCA: 20 Grandes Éxitos
- 2004: Por siempre
- 2005: Lloraré
- 2005: Zamba de la siembra
- 2006: The originals
- 2008: Folclore, La colección
- 2009: Noches de Salta
- 2010: RCA Club
- 2011: RCA Victor 100 años
- 2011: El canto de Salta: sus más grandes éxitos
- 2011: La nochera: sus más grandes éxitos
- 2011: La López Pereyra: sus más grandes éxitos
- 2011: Crónica: sus más grandes éxitos
- 2011: La nochera (serie Sentir el folklore).
- 2011: Antología musical
- 2011: Serie 2000
- 2011: 50 años de canto
- 2011: Serie Arco iris
- 2011: Serie Arco iris II
- 2011: 16 grandes éxitos
- 2011: 13 canciones
- 2011: Los más grandes éxitos de Los Chalchaleros
- 2011: Inolvidables: 20 grandes éxitos
- 2011: «Por las trincheras» y otros éxitos
- 2011: La olla y locro (colección Sentir el folklore).
- 2011: El cocherito (colección Sentir el folklore).
- 2011: La pobrecita (colección Sentir el folklore).
- 2011: La López Pereyra (serie Sentir el folklore).
- 2012: Grandes éxitos.

## Filmografía parcial
- Mire que es lindo mi país (1981), dir. Olivera y Ayala
- El canto cuenta su historia (1976), dir. Olivera y Ayala
- Argentinísima II (1973), dir. Olivera y Ayala
- Argentinísima  (1972) dir. Héctor Olivera y Fernando Ayala
- Una ventana al éxito  (1966) dir. Enrique de Rosas (h)
- Cosquín, amor y folklore (1965)